# Salvador Gratacòs i Nadal
Salvador Gratacòs i Nadal (1928 - 2003) va ser un flautista català.
Era fill del flautista Esteve Gratacòs i Roca i va estudiar al Conservatori Superior de Música del Liceu amb el mestre Joan Carceller i al Conservatori Municipal de Música de Barcelona amb els mestres Joan Balcells i Rafael Gálvez. Entre 1959 i 1961 rebé diverses beques del govern francès i de la Fundació March per estudiar a París amb Jean-Pierre Rampal, artista amb qui posteriorment col·laborà en nombroses actuacions.
A partir de 1962 actuà en nombrosos països europeus (Espanya, França, Anglaterra, Alemanya, Suïssa...) com a solista amb conjunts com l'Orquestra Ciutat de Barcelona, Solistes de Barcelona, Orquestra de Cambra Catalana, Orquestra de la RTVE, Orquestra Nacional de España, I Solisti de Veneti, Orquestra de Cambra Franz Liszt de Budapest, Müncher Kammerorchester, Orchestre de Chambre d'Auvergne, Orquestra de Cambra d'Ekaterinburg, Orquestra de Lausana, Camerata de France, Ensemble Intercomtemporain,... amb directors com Antoni Ros Marbà, Enrique García Asensio, Xavier Güell, Klaus Bernbacher, Mario Rossi, Sergiu Celibidache, Carl Melles, Sergiu Comissiona, Pierre Boulez, Claudio Scimone... Actuà com a solista al costat d'alguns dels flautistes més rellevants de les generacions anteriors i posteriors a la seva com Jean Pierre Rampal (en concerts per a dues flautes de Vivaldi, Cimarosa, Bach, Devienne... en l'estrena i enregistrament del Concert per a dues flautes i orquestra de Xavier Benguerel i en programes de música barroca de dues flautes amb clavicèmbal), Aurèle Nicolet o Alain Marion. Col·labora també amb Robert Veyron-Lacroix (Integral de les Sonates de J.S.Bach), Nicanor Zabaleta, Lilly Laskine, Jessye Norman, Narciso Yepes, Giselle Herbert, Janet Paulus, Armando Marrossu, Àngel Soler, Pere Vallribera, Antonio Arias, Jun Kanno, Gonçal Comellas, Marçal Cervera, Janos Rolla, Evgeni Gratch, Eva Graubin, Paul Cortese, Peter Thiemann, Jordi Reguant, el Quartet Parrenin, el Trio Ciutat de Barcelona o el Cuarteto Clásico de Madrid. El 1967 guanyà per oposició la plaça de solista de l'Orquestra Ciutat de Barcelona, càrrec que ocupà fins al 1989; amb membres de l'orquestra formà el "Quintet de Vent de Barcelona". En els anys 60 i 70 participà en nombroses estrenes i primeres audicions de música contemporània dins del Festival Internacional de Música de Barcelona col·laborant amb músics com la cantant Anna Ricci, el pianista Carles Santos o el percussionista Siegfried Fink. Estrenà obres de X. Benguerel, J.Soler, M.Valls, J.Cercós, J.Homs, C.Passolas, K.Haschagen... La seva discografia inclou el Concert per a dues flautes de X. Benguerel (amb J.P. Rampal), Sonatina i Quetzacotal de J.Soler, quartets de Mozart i Introducció i Allegro de Ravel amb el Quartet Parrenin, Juli Panyella i Giselle Herbert. Realitzà enregistraments per a RTVE, RNE, Hannover, Stuttgart, RIAS... A mitjans dels anys 60, col·laborà amb la discogràfica Edigsa i fou director artístic dels primers enregistraments de Joan Manuel Serrat.
Entre 1969 i 1992 va ser catedràtic de flauta del Conservatori Superior de Música del Liceu, al Centre Internacional d'Estudis Musicals de Vallvidrera i posteriorment a l'Escola de Música J.P.Carrero de Barcelona. Fou professor als Cursos Internacionals de Cervera i Vilaller.